# Jakub Tomeček
Jakub Tomeček (* 23. května 1991 Kyjov) je český brokový střelec, který se specializuje na disciplínu skeet. V roce 2012 se účastnil Olympijských her v Londýně. V roce 2013 vybojoval dvě bronzové medaile v disciplíně skeet a skeet družstev na Letní univerziádě v Kazani. V roce 2016 vybojoval 3. místo na Akademickém MS.
Trenéři: v klubu SKP Kometa Brno Luboš Adamec. Břetislav Doleček, kondiční trenér: Petr Šamánek.

## Výsledky
V roce 2018 získal jako člen družstva ČR na ME (Rakousko, Leobersdorf – 10.8.) 1. místo (současně evropský rekord). Vystřílel 2. místo na GP (Qatar, Doha – 28.2.–3.3.). Dále získal 1. místo na M ČR 27.9., skeet mix s Barborou Šumovou (Brno) a 5. místo na MS (Jižní Korea, Changwon – 3.–14.9.).
v roce 2019:
kvalifikace na LOH 2020
- 1. místo ME – skeet muži (Itálie, Lonato – 14.9. )
- 1. místo ME – team ČR, člen družstva (Itálie, Lonato – 15.9., evropský rekord)
- 1. místo MČR – skeet muži (Plzeň – 29.7.)
- 2. místo GP – skeet muži (Qatar, Doha – 28.2.-3.3.)
- 3. místo SP – skeet muži (Mexiko, Acapulco – 26.3.)
- 3. místo EH – skeet mix s Barborou Šumovou (Bělorusko, Minsk – 29.6.)

rok 2020:
- 1. místo – GP – skeet muži (Maroko, Rabat – 7.2.–8.2.)
- 1. místo – SP – skeet muži (Qatar, Doha – 21.2.–22.2., vyrovnaný světový rekord ve finále – 60/60)

## Ocenění
- 2010 Střelec roku: talent roku; junioři 3. místo
- 2011 Střelec roku: Cena prezidenta ČSS za mimořádný výkon roku
- 2018 Střelec roku: 2. místo
- 2019 Střelec roku: 2. místo
- 2019 Sportovec MV: 3. místo